# Julius en Maurits Sabbestraat
De Julius en Maurits Sabbestraat is een straat in de Belgische stad Brugge.

## Beschrijving
Aan deze in het begin van de 20ste eeuw aangelegde straat op de Sint-Gilliswijk werd oorspronkelijk de naam Walweinstraat gegeven, als verlengstuk van de Walweinstraat die liep van de Calvariebergstraat tot aan de Komvest.
In 1919 besliste het stadsbestuur aan dit recente deel van de Walweinstraat, dat liep van de Langerei tot aan de Calvariebergstraat de naam van Julius Sabbe (1846-1910) te geven. Sabbe, "de meest Brugse onder de Gentenaars" had een belangrijke rol gespeeld, zowel in de strijd voor Brugge Zeehaven, in die voor de oprichting van een standbeeld voor Jan Breydel en Pieter de Coninck, in de strijd voor de vervlaamsing van het openbaar leven en van het onderwijs. Hij had zich dan ook een blijvende en vleiende reputatie verworven. De straat die naar hem werd genoemd, lag ongeveer rechtover het huis langs de Potterierei dat hij vele jaren had bewoond.
Op het einde van de jaren 1930 werd door liberale verenigingen aangedrongen opdat ook aan zijn zoon, de letterkundige Maurits Sabbe (1873-1938) een straatnaam zou worden toegekend. Het stadsbestuur vreesde dat twee straten aan een Sabbe gewijd tot verwarring zouden aanleiding geven en besliste, onmiddellijk na het overlijden van Maurits Sabbe, zijn voornaam aan die van zijn vader toe te voegen.
Aan Julius Sabbe werd supplementair hulde gebracht door het plaatsen in 1923 van een herdenkingsplaat tegen de gevel van zijn woonhuis langs de Potterierei. Aan Maurits Sabbe werd een bijkomende hulde gebracht door het plaatsen in 1950 van een borstbeeld van hem, op het Wijngaardplein, vlak bij het sashuis dat hij had bezongen.

## Huizen
Het is vooral tijdens het Interbellum dat de nieuwe straat werd volgebouwd. Enkele huizen dragen onmiskenbaar stijlkenmerken uit die periode.
Het merkwaardigste huis, beschermd als monument, is nummer 42. Het werd in 1930-31 gebouwd voor Alfred Campers, directeur van een steenhouwerij langs de Langerei. Het ontwerp van deze modernistische artdecowoning werd gemaakt door architect Maurice De Meester (1890-1965).

## Literatuur

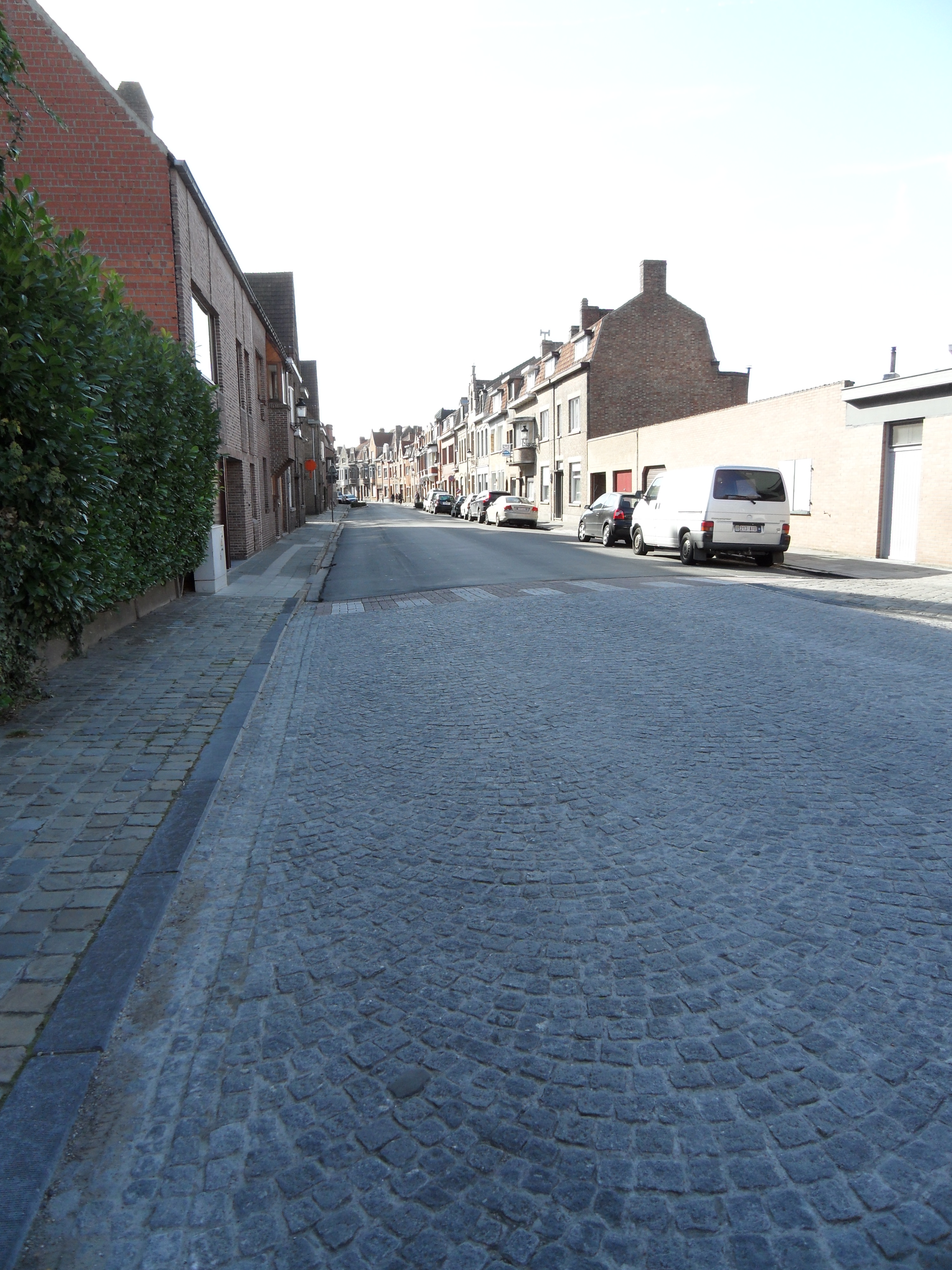
De Julius en Maurits Sabbestraat, vanaf de Walweinstraat
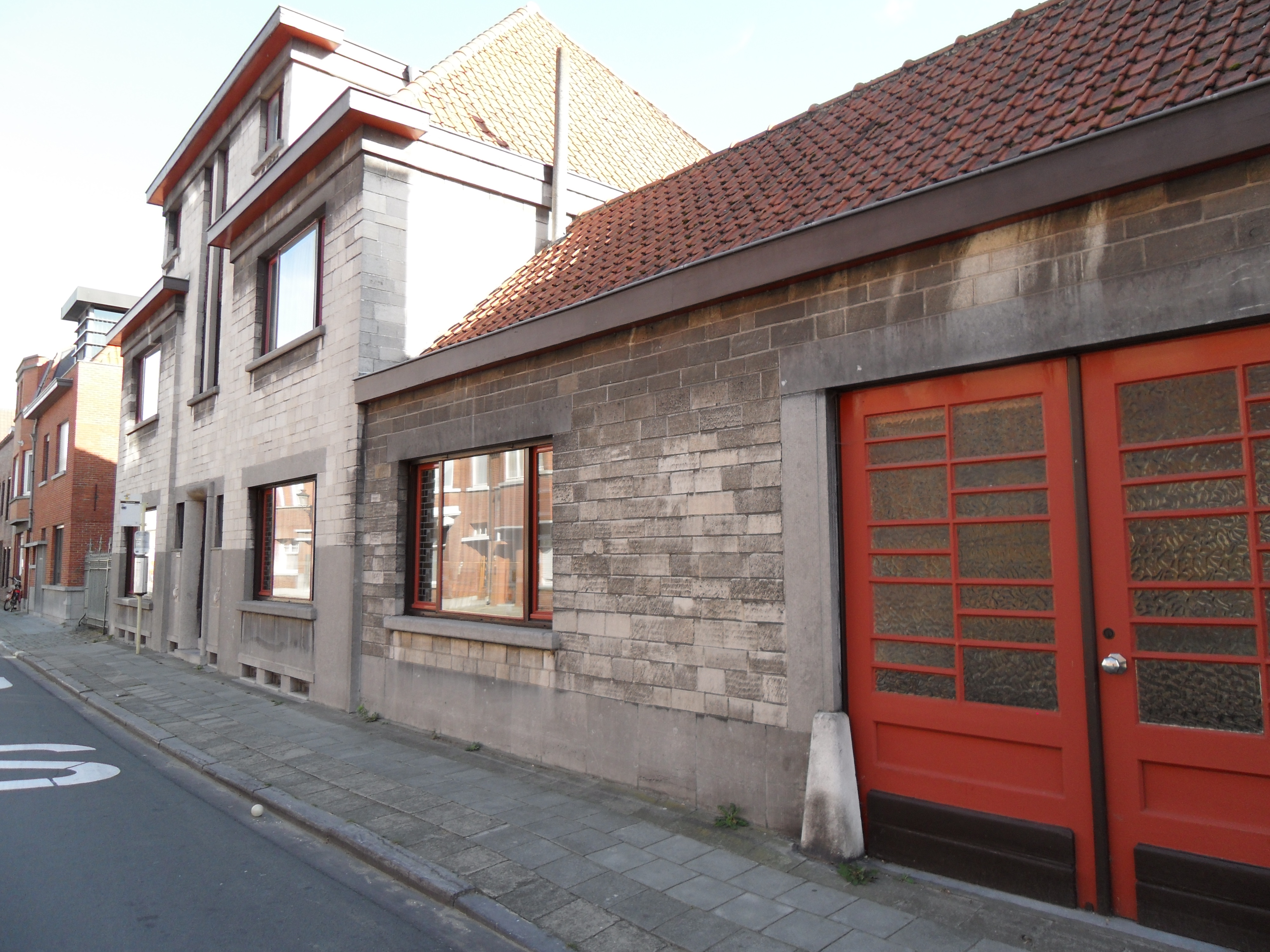
Het huis Campers in de Julius en Maurits Sabbestraat